# Гојко Ајдуковић
Dr. sci med. Гојко Ајдуковић (Мутилић код Удбине, 14. август 1929 — Београд, 3. октобар 2006) био је лични лекар председника СФРЈ Јосипа Броза Тита од 1974—1980.
Докторирао је хематологију и онкологију на загребачком Медицинском факултету.

## Биографија
Ајдуковић се родио у српској породици у селу Мутилић код Удбине као пето дете оца Петра и мајке Боје Станић. Према предању Ајдуковићи потичу од давнина из Лике као једна од првих српских породица које су настањене на подручје Крбавског поља.

## Школовање
Основну школу завршио је на Удбини, а гимназију у Госпићу. Као питомац Југословенске народне армије студирао медицину на загребачком Медицинском факултету и дипломирао 1964. Докторирао је Хематологију и Онкологију 1971. године.

## Запослење
По завршетку студија Ајдуковић добија прво војно ангажовање у Касарни у Јастребарском у Гарнизонској амбуланти 1964. године.
Прекоманду за Војну болницу у Загребу на Шалати добија 1970. где борави до 1974. када добија прекоманду у пратњи Председника републике Јосипа Броза Тита до 1980. По завршетку службе код Тита враћа се у Војну болницу Загреб на место начелника Итерног одељења, а по завршетку нове Војне болнице Загреб постављен је за Начелника Војне болнице Загреб где борави до 1991. године и повлачења ЈНА из Загреба, тада добија прекоманду на ВМА где је постављен за Начелника Хематологије и одатле 1992. године одлази у пензију.